# Domunculifex littorinella
Domunculifex littorinella – gatunek ślimaka trzonkoocznego z rodziny Geomitridae; jedyny przedstawiciel rodzaju Domunculifex.

## Występowanie
Gatunek ten występuje w archipelagu Madery – na wyspie Porto Santo i jednej z przybrzeżnych wysepek. Zasiedla tereny trawiaste. Zwierzę spotykane jest w 4 miejscach. Jedno z nich znajduje się pod ochroną, ale pozostałe wystawione są na działanie nie tylko roślinożerców zjadających rośliny i drapieżników, ale także człowieka, który poprzez swą turystykę zagraża ślimakowi.

## Status
Wyniszczenie środowiska naturalnego jest jedną z przyczyn zagrożenia tego gatunku. Od 1990 był on klasyfikowany jako zagrożony, w 1996 zaliczono go do narażonych na wyginięcie.